# 华阴白粉菌
华阴白粉菌（学名：Erysiphe huayinensis）是属于白粉菌目白粉菌科白粉菌属的一种真菌，寄生在香茶菜属植物上。该种分布于中国等地。